# Rennrodel-Weltmeisterschaften 2008

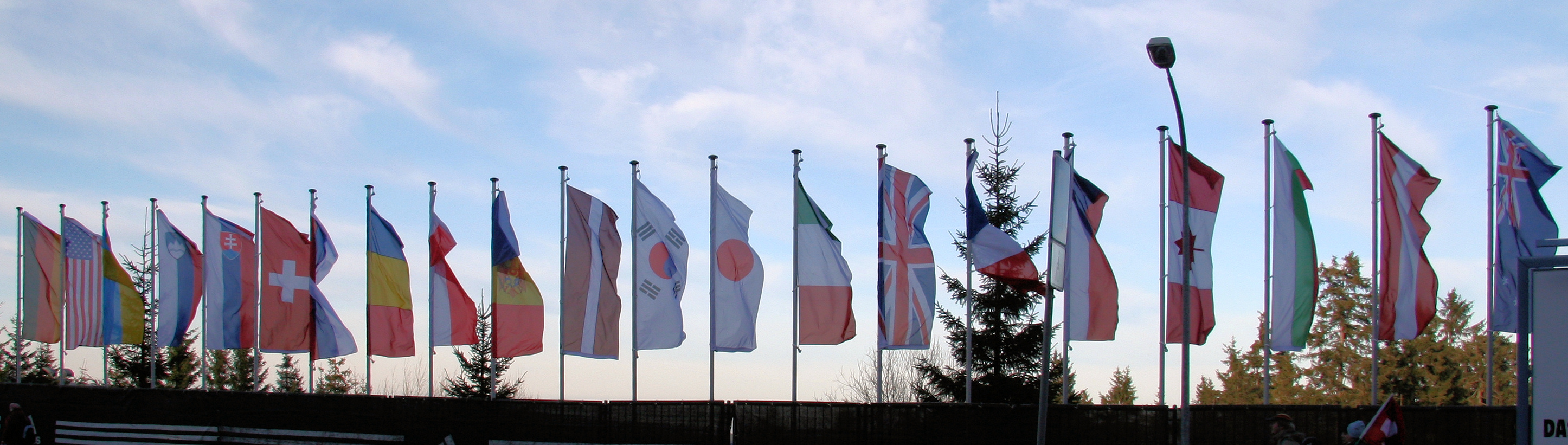
Die Flaggen der teilnehmenden Länder

Die 40. FIL Weltmeisterschaften im Rennrodeln wurde vom 24. bis 27. Januar 2008 auf der Kunsteisbahn im thüringischen Oberhof ausgetragen.
Es war die dritte WM in Oberhof nach den Welttitelkämpfen von 1973 und 1985, sowie das zweite sportliche Großereignis des Jahres in Oberhof, nach dem Biathlon-Weltcup kurz zuvor.

## Vorarbeiten und Rahmenprogramm

Logo

Die Rennrodelbahn Oberhof wurde 2006 für vier Millionen Euro renoviert. Es wurden neue Starthäuser errichtet, der Zielbereich verlegt und die Kurve sieben umgebaut. Zudem errichtete man zwei neue Tribünen, drei Videowände und eine neue Anzeigentafel. Der Kartenverkauf verlief gut, so dass für alle drei Renntage die Tickets für den Zielbereich ausverkauft waren. Die Athleten bereiteten sich seit dem 21. Januar auf das Ereignis vor Ort vor. Eine offizielle Eröffnungsveranstaltung fand am Abend des 24. Januars ab 20.00 Uhr im örtlichen Kurpark statt, als Stargast trat Sängerin Ute Freudenberg auf. Siegerehrungen erfolgten abends am 25. und 26. Januar im Kurpark, die „flower ceremonies“ und die Siegerehrungen am Finaltag fanden an der Bahn statt. Die Schlussfeier folgte am 27. Januar um 15.00 Uhr. Innerhalb eines Schulprojektes wurden Patenschaften für alle teilnehmenden Nationen übernommen. Chef des Organisationskomitees war Bernd Roßmann. Rund 250 ehrenamtliche Helfer kamen bei der WM zum Einsatz. Dazu gehörten 60 Ordner, 30 Kampfrichter, 100 Versorgungskräfte, 15 Kassierer, zehn Fahrer und 30 Soldaten, sowie Bergwacht-Angehörige. Der WM-Etat betrug 630.000 Euro. Die Veranstalter rechneten mit täglich 7.000 bis 10.000 Zuschauern, am Ende wurden 17.000 Besucher gezählt. Das offizielle Lied zur WM, „Adrenalin“, wurde vom deutschen Nachwuchsrodler Sascha Benecken gesungen.

## Teilnehmer
Die deutschen Gastgeber gingen als Titelverteidiger in allen vier Wettkämpfen in die Rennen. 2007 gewannen in Igls bei den Frauen Tatjana Hüfner, bei den Männern David Möller, im Doppel Patric Leitner und Alexander Resch, sowie im Teamwettbewerb das deutsche Team. Der Teamwettbewerb wurde bei dieser WM erstmals als Staffelwettbewerb ausgetragen. Zwei Wochen zuvor fand in Cesana Pariol die Rennrodel-Europameisterschaft 2008 statt, bei der das deutsche Team jedoch vergleichsweise enttäuschend abschnitt und nur durch die junge Natalie Geisenberger Gold gewinnen konnte. Weitaus erfolgreicher lief es dort auf ihrer Heimbahn für die italienische Mannschaft mit dem Gewinn von Gold durch Armin Zöggeler bei den Männern und durch das Doppel Christian Oberstolz und Patrick Gruber. Auch die Schweiz und vor allem Österreich, besonders durch die Bronzemedaille von Veronika Halder, konnten in Cesana gute Ergebnisse verzeichnen. Lettland überraschte mit dem EM-Titel im Teamwettbewerb.
Bei den Weltmeisterschaften nahmen neben den europäischen Teams auch Starter aus Nordamerika und Asien teil. Vor allem die Starter aus Nordamerika gehörten zum erweiterten Kreis der Titelanwärter in einigen Wettbewerben. Ursprünglich meldeten 25 nationale Verbände für die Veranstaltung, nachdem Argentinien, Kroatien, Ungarn, Schweden und Venezuela abgesagt hatten, reduziert sich das Teilnehmerfeld auf Starter aus 21 Nationen. Im Vorjahr nahmen noch 27 Nationen teil. Es starteten Athleten aus Australien, Bulgarien, Deutschland, Frankreich, Großbritannien, Italien, Japan, Kanada, Lettland, Moldawien, Österreich, Polen, Rumänien, Russland, der Schweiz, der Slowakei, Slowenien, Südkorea, Tschechien, der Ukraine und der USA. Insgesamt waren 42 Männer, 36 Frauen und 24 Doppel gemeldet, von denen jedoch nicht alle antraten.

## Ergebnisse

### Frauen
| Platz | Sportler                | Land               | Laufzeiten              | Zeit            |
| ----- | ----------------------- | ------------------ | ----------------------- | --------------- |
| 1     | Tatjana Hüfner          | Deutschland        | 43.019 (1) 42.988 (2)   | 1:26.007        |
| 2     | Natalie Geisenberger    | Deutschland        | 43.114 (2) 42.933 (1)   | 1:26.047 +0.040 |
| 3     | Silke Kraushaar-Pielach | Deutschland        | 43.139 (3) 43.010 (3)   | 1:26.149 +0.142 |
| 4     | Natalja Jakuschenko     | Ukraine            | 43.244 (4) 43.052 (4)   | 1:26.296 +0.289 |
| 5     | Anke Wischnewski        | Deutschland        | 43.444 (5) 43.210 (5)   | 1:26.654 +0.647 |
| 6     | Nina Reithmayer         | Österreich         | 43.472 (7) 43.367 (7)   | 1:26.839 +0.832 |
| 7     | Martina Kocher          | Schweiz            | 43.569 (8) 43.379 (8)   | 1:26.948 +0.941 |
| 8     | Erin Hamlin             | Vereinigte Staaten | 43.633 (10) 43.382 (9)  | 1:27.015 +1.008 |
| 9     | Meaghan Simister        | Kanada             | 43.696 (12) 43.335 (6)  | 1:27.031 +1.024 |
| 10    | Anna Orlova             | Ukraine            | 43.615 (9) 43.433 (10)  | 1:27.048 +1.041 |
| 11    | Maija Tīruma            | Lettland           | 43.465 (6) 43.698 (14)  | 1:27.163 +1.156 |
| 12    | Julia Clukey            | Vereinigte Staaten | 43.930 (15) 43.486 (10) | 1:27.416 +1.409 |
| 13    | Veronika Halder         | Österreich         | 43.686 (11) 43.763 (16) | 1:27.449 +1.442 |
| 14    | Lilia Ludan             | Ukraine            | 43.879 (14) 43.627 (13) | 1:27.506 +1.499 |
| 15    | Alexandra Rodionowa     | Russland           | 43.813 (13) 43.834 (17) | 1:27.647 +1.640 |
| 16    | Megan Sweeney           | Vereinigte Staaten | 43.998 (17) 43.749 (15) | 1:27.747 +1.740 |
| 17    | Regan Lauscher          | Kanada             | 44.256 (20) 43.553 (12) | 1:27.809 +1.802 |
| 18    | Sandra Gasparini        | Italien            | 43.985 (16) 43.864 (18) | 1:27.849 +1.842 |
| 19    | Madoka Harada           | Japan              | 44.096 (18) 43.899 (19) | 1:27.995 +1.988 |
| 20    | Sarah Podorieszach      | Italien            | 44.208 (19) 44.047 (20) | 1:28.255 +2.248 |
| 21    | Jana Šišajová           | Slowakei           |                         | 44.315 +1.296   |
| 22    | Raluca Strămăturaru     | Rumänien           |                         | 44.589 +1.570   |
| 23    | Tatjana Newsorowa       | Russland           |                         | 44.749 +1.730   |
| 24    | Natalia Chorewa         | Russland           |                         | 44.841 +1.822   |
| 25    | Veronika Sabolová       | Slowakei           |                         | 45.011 +1.992   |
| 26    | Aya Yasuda              | Japan              |                         | 45.052 +2.033   |
| 27    | Hannah Campbell-Pegg    | Australien         |                         | 45.132 +2.113   |
| 28    | Mihaela Chiraș          | Rumänien           |                         | 45.177 +2.158   |
| 29    | Petra Kaprasová         | Tschechien         |                         | 45.868 +2.849   |
| 30    | Mariola Ziętek          | Polen              |                         | 46.498 +3.479   |

Datum: 25. Januar 2008

Am Start waren insgesamt 30 Sportlerinnen. Zum zweiten Durchgang schieden die zehn letztplatzierten Starterinnen aus. Das Wetter war sonnig und windig. In den Klammern hinter den Laufzeiten werden die Platzierungen in den einzelnen Läufen angegeben.

### Männer
| Platz | Sportler              | Land                   | Laufzeiten              | Zeit            |
| ----- | --------------------- | ---------------------- | ----------------------- | --------------- |
| 1     | Felix Loch            | Deutschland            | 44.996 (1) 45.647 (3)   | 1:30.643        |
| 2     | David Möller          | Deutschland            | 45.017 (2) 45.700 (4)   | 1:30.717 +0.074 |
| 3     | Andi Langenhan        | Deutschland            | 45.192 (4) 45.622 (2)   | 1:30.814 +0.171 |
| 4     | Jan Eichhorn          | Deutschland            | 45.101 (3) 46.033 (19)  | 1:31.134 +0.491 |
| 5     | Armin Zöggeler        | Italien                | 45.342 (5) 45.843 (11)  | 1:31.185 +0.542 |
| 6     | Stefan Höhener        | Schweiz                | 45.673 (10) 45.532 (1)  | 1:31.205 +0.562 |
| 7     | Albert Demtschenko    | Russland               | 45.527 (7) 45.802 (8)   | 1:31.329 +0.686 |
| 8     | Daniel Pfister        | Österreich             | 45.688 (11) 45.742 (6)  | 1:31.430 +0.787 |
| 9     | Sam Edney             | Kanada                 | 45.735 (12) 45.741 (5)  | 1:31.476 +0.833 |
| 10    | Martin Abentung       | Österreich             | 45.504 (6) 46.032 (18)  | 1:31.536 +0.893 |
| 11    | Jeff Christie         | Vereinigte Staaten     | 45.582 (9) 45.974 (16)  | 1:31.556 +0.913 |
| 12    | Bengt Walden          | Vereinigte Staaten     | 45.529 (9) 46.081 (21)  | 1:31.610 +0.967 |
| 13    | Jozef Ninis           | Slowakei               | 45.857 (13) 45.779 (7)  | 1:31.636 +0.993 |
| 14    | Tony Benshoof         | Vereinigte Staaten     | 45.888 (16) 45.852 (12) | 1:31.740 +1.097 |
| 15    | Ian Cockerline        | Kanada                 | 45.862 (14) 45.895 (14) | 1:31.757 +1.114 |
| 16    | Wilfried Huber        | Italien                | 45.923 (17) 45.939 (15) | 1:31.862 +1.219 |
| 17    | Manuel Pfister        | Österreich             | 45.948 (19) 45.994 (17) | 1:31.942 +1.299 |
| 18    | Patrick Schwienbacher | Italien                | 46.079 (21) 45.875 (13) | 1:31.954 +1.311 |
| 19    | Gregory Carigiet      | Schweiz                | 46.141 (22) 45.815 (9)  | 1:31.956 +1.313 |
| 20    | Guntis Rēķis          | Lettland               | 45.870 (15) 46.225 (23) | 1:32.095 +1.452 |
| 21    | Mārtiņš Rubenis       | Lettland               | 46.449 (25) 45.826 (10) | 1:32.275 +1.632 |
| 22    | Shigeaki Ushijima     | Japan                  | 46.384 (24) 46.071 (20) | 1:32.455 +1.812 |
| 23    | Thomas Girod          | Frankreich             | 46.258 (23) 46.211 (22) | 1:32.469 +1.826 |
| 24    | David Mair            | Italien                | 45.934 (8) 46.623 (24)  | 1:32.557 +1.914 |
| 25    | Adam Rosen            | Vereinigtes Königreich | 46.078 (20) 46.995 (25) | 1:33.073 +2.430 |
| 26    | Stepan Fjodorow       | Russland               |                         | 46.461 +1.465   |
| 27    | Wolfgang Kindl        | Österreich             |                         | 46.465 +1.469   |
| 28    | Inārs Kivlenieks      | Lettland               |                         | 46.628 +1.632   |
| 29    | Ondřej Hyman          | Tschechien             |                         | 46.759 +1.763   |
| 30    | Jakub Hyman           | Tschechien             |                         | 46.815 +1.819   |
| 31    | Domen Pociecha        | Slowenien              |                         | 46.829 +1.833   |
| 32    | Maciej Kurowski       | Polen                  |                         | 46.843 +1.847   |
| 33    | Jozef Kuchar          | Slowakei               |                         | 47.254 +2.258   |
| 34    | Petar Iliew           | Bulgarien              |                         | 47.294 +2.298   |
| 35    | Eugen Radu            | Rumänien               |                         | 47.458 +2.462   |
| 36    | Iwan Papuktschiew     | Bulgarien              |                         | 47.630 +2.634   |
| 37    | Bogdan Macovei        | Moldau                 |                         | 48.033 +3.037   |
| 38    | Grega Hacin           | Slowenien              |                         | 48.054 +3.058   |

Datum: 26. Januar 2008

Am Start waren insgesamt 38 Rodler. Für den zweiten Durchgang qualifizierten sich nur noch die besten 25 Starter des ersten Laufes. Das Wetter war sonnig und windig. In den Klammern hinter den Laufzeiten werden die Platzierungen in den einzelnen Läufen angegeben.

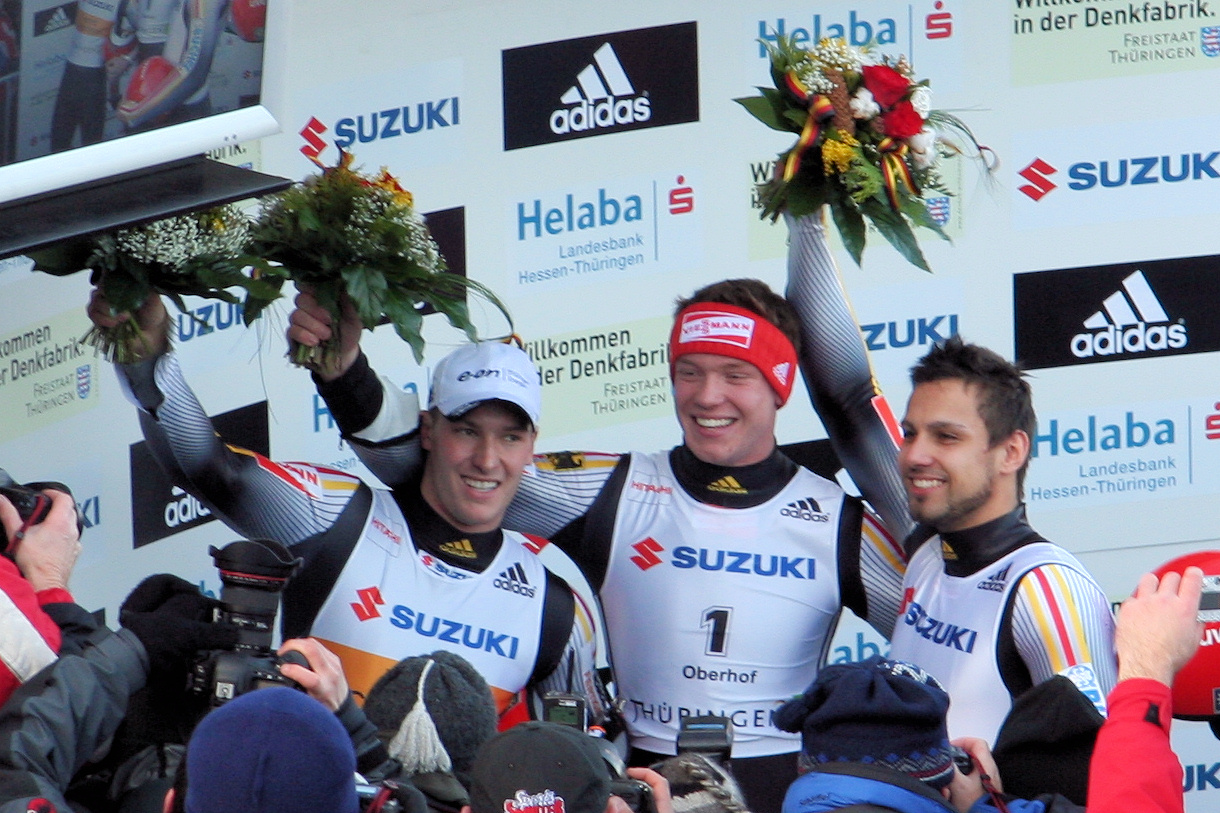
Die ersten drei Plätze bei den Herren: David Möller, Felix Loch und Andi Langenhan (v.l.)

### Doppelsitzer
| Platz | Sportler                                  | Land               | Laufzeiten              | Zeit             |
| ----- | ----------------------------------------- | ------------------ | ----------------------- | ---------------- |
| 1     | André Florschütz Torsten Wustlich         | Deutschland        | 43.486 (1) 43.407 (2)   | 1:26.893         |
| 2     | Tobias Wendl Tobias Arlt                  | Deutschland        | 43.591 (3) 43.394 (1)   | 1:26.985 +0.092  |
| 3     | Markus Schiegl Tobias Schiegl             | Österreich         | 43.639 (4) 43.471 (3)   | 1:27.110 +0.217  |
| 4     | Gerhard Plankensteiner Oswald Haselrieder | Italien            | 43.568 (2) 43.635 (7)   | 1:27.203 +0.310  |
| 5     | Peter Penz Georg Fischler                 | Österreich         | 43.713 (6) 43.522 (4)   | 1:27.235 +0.342  |
| 6     | Christian Niccum Dan Joye                 | Vereinigte Staaten | 43.867 (8) 43.621 (6)   | 1:27.488 +0.595  |
| 7     | Andreas Linger Wolfgang Linger            | Österreich         | 43.793 (7) 43.710 (10)  | 1:27.503 +0.610  |
| 8     | Michail Kusmitsch Stanislaw Michejew      | Russland           | 43.936 (9) 43.606 (5)   | 1:27.542 +0.649  |
| 9     | Mark Grimmette Brian Martin               | Vereinigte Staaten | 44.026 (10) 43.695 (8)  | 1:27.721 +0.828  |
| 10    | Chris Moffat Mike Moffat                  | Kanada             | 44.087 (12) 43.695 (8)  | 1:27.782 +0.889  |
| 11    | Patric Leitner Alexander Resch            | Deutschland        | 43.698 (5) 44.100 (13)  | 1:27.798 +0.905  |
| 12    | Hans Peter Fischnaller Klaus Kofler       | Italien            | 44.076 (11) 43.828 (11) | 1:27.904 +1.011  |
| 13    | Iwan Newmerschizki Wladimir Prochorow     | Russland           | 44.233 (14) 43.940 (12) | 1:28.173 +1.280  |
| 14    | Ján Harniš Branislav Regec                | Slowakei           | 44.936 (17) 44.205 (14) | 1:29.141 +2.248  |
| 15    | Andrij Kis Jurij Haiduk                   | Ukraine            | 44.641 (15) 44.599 (15) | 1:29.240 +2.347  |
| 16    | Wladislaw Juschakow Wladimir Machnutin    | Russland           | 44.806 (16) 44.885 (16) | 1:29.691 +2.798  |
| 17    | Cosmin Chetroiu Ionuț Țăran               | Rumänien           | 45.127 (18) 45.105 (17) | 1:30.232 +3.339  |
| 18    | Andris Šics Juris Šics                    | Lettland           | 44.145 (13) 51.769 (18) | 1:35.914 +9.021  |
| 19    | Marcin Piekarski Grzegorz Piekarski       | Polen              |                         | 45.176 +1.690    |
| 20    | Antonín Brož Lukáš Brož                   | Tschechien         |                         | 45.364 +1.878    |
| 21    | Christian Oberstolz Patrick Gruber        | Italien            |                         | 46.020 +2.534    |
| 22    | Oleh Scherebyzkyj Roman Jaswinskyj        | Ukraine            |                         | 46.167 +2.681    |
| 23    | Takahisa Oguchi Masaki Toshiro            | Japan              |                         | 1:13.477 +29.991 |

Datum: 27. Januar 2008

Am Start waren insgesamt 23 Rodeldoppel. Für den zweiten Durchgang qualifizierten sich nur noch die besten 18 Teams. Das Wetter war aufgrund Dauerregens und teils böigen Windes schlecht. In den Klammern hinter den Laufzeiten werden die Platzierungen in den einzelnen Läufen angegeben.

### Teamrennen
| Platz | Land               | Sportler                                                                     | Laufzeiten                          | Zeit            |
| ----- | ------------------ | ---------------------------------------------------------------------------- | ----------------------------------- | --------------- |
| 1     | Deutschland        | André Florschütz/ Torsten Wustlich Tatjana Hüfner Felix Loch                 | 48.402 (1) 51.131 (2) 50.131 (2)    | 2:29.664        |
| 2     | Österreich         | Tobias Schiegl/ Markus Schiegl Nina Reithmayer Martin Abentung               | 48.629 (4) 51.257 (3) 50.190 (3)    | 2:30.076 +0.412 |
| 3     | Lettland           | Andris Šics/ Juris Šics Maija Tīruma Guntis Rēķis                            | 49.071 (7) 50.761 (1) 50.426 (7)    | 2:30.258 +0.594 |
| 4     | Russland           | Michail Kusmitsch/ Stanislaw Michejew Alexandra Rodionowa Albert Demtschenko | 48.862 (5) 51.496 (5) 50.011 (1)    | 2:30.396 +0.705 |
| 5     | Vereinigte Staaten | Christian Niccum/ Dan Joye Erin Hamlin Tony Benshoof                         | 48.539 (3) 51.333 (4) 50.669 (8)    | 2:30.541 +0.877 |
| 6     | Italien            | Christian Oberstolz/ Patrick Gruber Sandra Gasparini Armin Zöggeler          | 48.512 (2) 51.796 (6) 50.385 (6)    | 2:30.693 +1.029 |
| 7     | Kanada             | Chris Moffat/ Mike Moffat Meaghan Simister Jeff Christie                     | 48.930 (6) 52.198 (9) 50.253 (5)    | 2:31.381 +1.717 |
| 8     | Slowakei           | Ján Harniš/ Branislav Regec Veronika Sabolová Jozef Ninis                    | 49.664 (10) 51.832 (7) 50.241 (4)   | 2:31.717 +2.053 |
| 9     | Japan              | Takahisa Oguchi/ Masaki Toshiro Madoka Harada Shigeaki Ushijima              | 49.534 (9) 52.044 (8) 51.013 (11)   | 2:32.591 +2.927 |
| 10    | Polen              | Marcin Piekarski/ Grzegorz Piekarski Mariola Ziętek Maciej Kurowski          | 49.818 (11) 52.647 (11) 50.993 (10) | 2:33.458 +3.794 |
| 11    | Tschechien         | Antonín Brož/ Lukáš Brož Petra Kaprasová Jakub Hyman                         | 49.444 (8) 53.467 (12) 50.938 (9)   | 2:33.849 +4.185 |
| 12    | Rumänien           | Cosmin Chetroiu/ Ionuț Țăran Raluca Strămăturaru Eugen Radu                  | 51.609 (12) 52.280 (10) 51.640 (12) | 2:35.529 +5.865 |

Datum: 27. Januar 2008

Am Start waren insgesamt acht Mannschaften. Der Wettbewerb wurde erstmals nicht in Einzelrennen ausgetragen, deren einzelne Ergebnisse dann zu einem Mannschaftsergebnis addiert wurden, sondern als Staffelwettbewerb. Im Ziel mussten die Athleten einen Mechanismus auslösen, der den folgenden Startern bei fortlaufender Zeit ihre Startfreigabe anzeigte. Zuerst gingen die Doppelsitzer ins Rennen, anschließend die Frauen und als letztes die Männer-Einsitzer. Die Klammern hinter den Laufzeiten geben die Platzierung innerhalb der jeweiligen Gruppe an.

## Medaillenspiegel
| Platz | Land        | Gold | Silber | Bronze | Gesamt |
| ----- | ----------- | ---- | ------ | ------ | ------ |
| 1.    | Deutschland | 4    | 3      | 2      | 9      |
| 2.    | Österreich  | -    | 1      | 1      | 2      |
| 3.    | Lettland    | -    | -      | 1      | 1      |